# Theory of mind
Theory of Mind (ToM; Engels voor theorie van de geest/belevingswereld) is een term uit de psychologie. Het beschrijft het concept en begrip dat iemand heeft van de belevingswereld en het perspectief van andere mensen. Iemand met een theory of mind beseft dat de eigen opvattingen, verlangens, ervaringen en emoties kunnen verschillen van die van een ander. Een theory of mind is een noodzakelijke voorwaarde voor empathie.
Theory of mind wordt bestudeerd in de psychologie, psychiatrie en de filosofie van de geest.
De ontwikkeling van een theory of mind start in de peuter-kleutertijd (vanaf 2-3 jaar). Het kind begint emoties, gedachten en wensen van zichzelf te leren herkennen en benoemen. Van daaruit ontwikkelt het kind het vermogen om deze gevoelens ook te kunnen herkennen en benoemen bij anderen. Ook leert het kind omgaan met zogenaamde 'false beliefs' (verkeerde aannames), het voor de gek gehouden worden en anderen voor de gek houden.

## Autisme
Theory of mind is een onderwerp van veel onderzoek en theorievorming binnen de psychologie. Met name op het gebied van autisme wordt verondersteld dat theory of mind een essentiële rol speelt: verondersteld wordt dat autistische mensen mogelijk beperkte vermogens tot theory of mind hebben, waardoor ze zich minder kunnen voorstellen wat een ander denkt of voelt. Onbekend is nog wat de mechanismen zijn die leiden tot dit tekort en hoe dit door middel van behandeling verbeterd zou kunnen worden. 
Simon Baron-Cohen publiceerde in 1985 samen met Uta Frith en Alan Leslie een eerste onderzoek naar het verband tussen een vertraagde ontwikkeling van de theory of mind bij kinderen met autisme. Voor het onderzoek ontwikkelden de onderzoekers de Sally en Anne-test.

## Theory of mind (ToM) en relational frame theory (RFT)
Een theorie die gekoppeld wordt aan theory of mind is de relational frame theory (RFT), een psychologische theorie over de rol van taal in cognitie en gedrag. Binnen de relational frame theory wordt verondersteld dat het aanleren van deiktische frames ervoor zorgt dat mensen perspectief kunnen ervaren ten opzichte van persoon (ik tegenover jij), tijd (toen/straks tegenover nu) en ruimte (hier tegenover daar). Verondersteld wordt dat relational frame theory en theory of mind veel raakvlakken hebben.

## Theory of mind en simulatietheorie
Simulatietheorie wil zeggen dat het waarnemen van andermans gedrag en emoties dezelfde mechanismen (in hersenen) activeert die ook bij productie van eigen gedrag en emoties zijn betrokken. Het bestaan van zogeheten spiegelneuronen wordt wel gezien als een bevestiging van simulatietheorie.

## Varia
De psycholoog Jesse Bering maakte in zijn boek The God Instinct uitvoerig gebruik van de theory of mind. Hij verklaarde met behulp van dit fenomeen waarom mensen zich hun leven voorstellen in termen van doel en bedoeling, waarom ze 'tekens' zien waar die er niet noodzakelijk zijn en waarom we geloven in de onsterfelijkheid van ons geestelijk leven.